# Tommy Ladnier
Thomas Ladnier (Mandeville, de Luisiana, 28 de mayo de 1900 - Nueva York, 4 de junio de 1939) fue un cornetista y trompetista estadounidense de jazz tradicional y swing.

## Historial
Fue alumno de Bunk Johnson hasta 1917. Después emprendió una carrera profesional con diversas orquestas: la del multiinstrumentista Charlie Creath (1890 - 1951), la de Milton Vassar, la de Ollie Powers... Entre ellas destacan las de Fate Marable y la banda de King Oliver. 
Tocó en Europa en 1925 y 1926 con la orquesta de Sam Wooding. A su regreso, se instaló en Nueva York e ingresó en la big band de Fletcher Henderson, con quien haría muchas grabaciones hasta 1928, año en que volvería a unirse a Wooding. 
En 1929, volvió a Francia y tocó en España con la orquesta de Harry Flemming. 

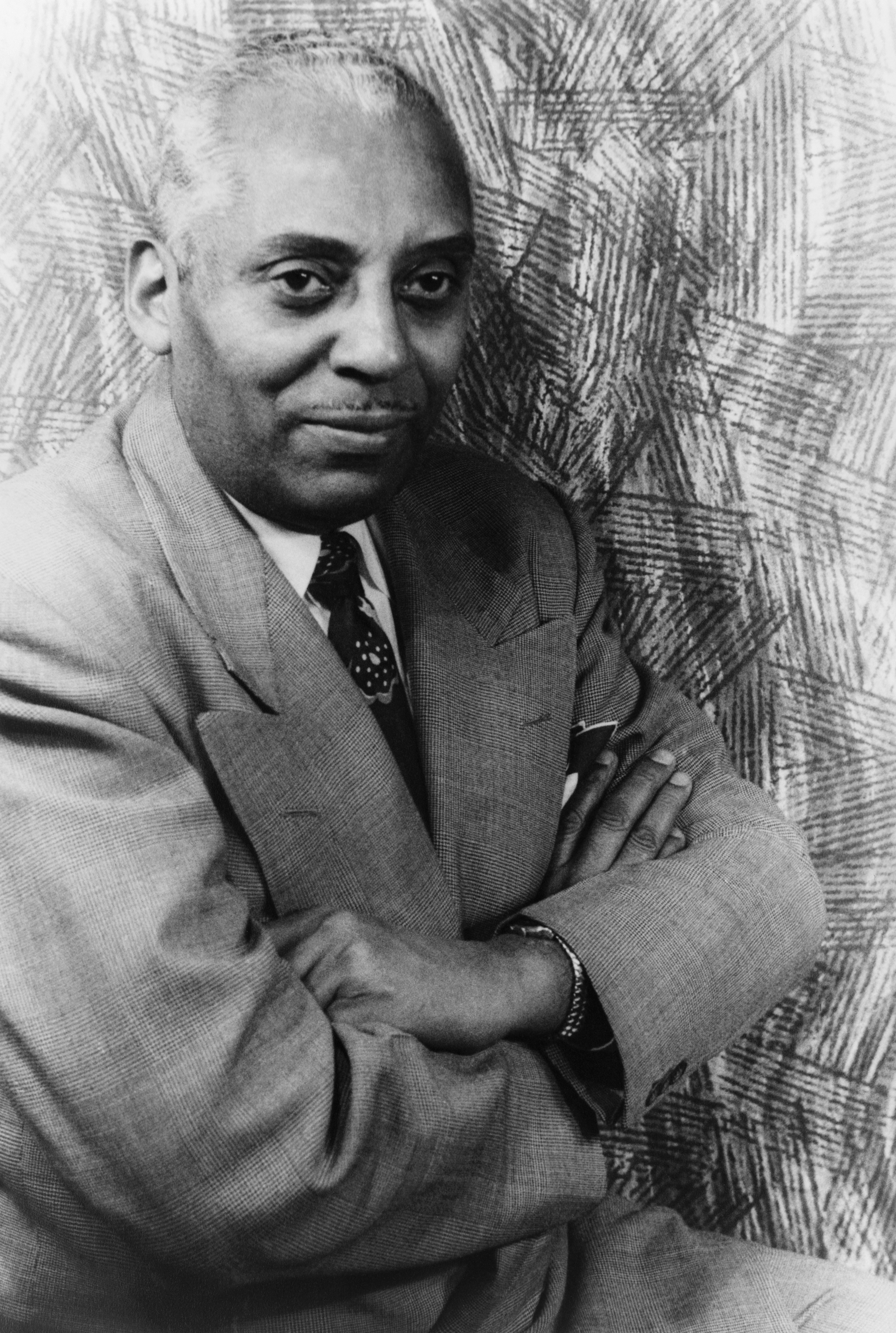
Sissle. 1951.

Permaneció en París hasta 1931, tocando con el cantante Noble Sissle (1889 - 1975), y, más tarde, con Sidney Bechet. 
Durante varios años abandonó la escena musical, a la que volvió en 1937 junto al clarinetista y saxofonista Mezz Mezzrow (1899 - 1972), con quien grabó varios discos, y tocó de nuevo con Sidney Bechet. 
En 1939, falleció de un ataque cardíaco con sólo 39 años de edad.

## Estilo
De entonación llena y áspera, influido enormemente por la forma de tocar de King Oliver, fue el primero de los trompetistas de la segunda generación del jazz de Nueva Orleans en  conseguir un sonido propio, riguroso y austero. Especialista en blues y en acompañar a vocalistas femeninas, fue un músico muy reputado en su época.